# Simon d'Artois
Simon d'Artois (North Vancouver, 26 januari 1992) is een Canadese freestyleskiër, die is gespecialiseerd op het onderdeel halfpipe. Hij vertegenwoordigde zijn vaderland op de Olympische Winterspelen 2018 in Pyeongchang.

## Carrière
Bij zijn wereldbekerdebuut, in januari 2009 in Park City, scoorde D'Artois direct wereldbekerpunten. Op de wereldkampioenschappen freestyleskiën 2009 in Voss eindigde de Canadees als negende in de halfpipe. In januari 2014 behaalde hij in Calgary zijn eerste toptienklassering in een wereldbekerwedstrijd. In de Spaanse Sierra Nevada nam D'Artois deel aan de wereldkampioenschappen freestyleskiën 2017. Op dit toernooi eindigde hij als negende in de halfpipe. In september 2017 stond de Canadees in Cardrona voor de eerste maal in zijn carrière op het podium van een wereldbekerwedstrijd. Tijdens de Olympische Winterspelen van 2018 in Pyeongchang eindigde hij als dertiende in de halfpipe.
Op 20 december 2018 boekt D'Artois in Secret Garden zijn eerste wereldbekerzege. Op de wereldkampioenschappen freestyleskiën 2019 in Park City eindigde de Canadees als vierde in de halfpipe. In het seizoen 2018/2019 won hij het wereldbekerklassement op het onderdeel halfpipe.

## Resultaten

### Olympische Spelen
| Jaar | Plaats      | Resultaten   |
| ---- | ----------- | ------------ |
| 2018 | Pyeongchang | 13e Halfpipe |

### Wereldkampioenschappen
| Jaar | Plaats        | Resultaten  |
| ---- | ------------- | ----------- |
| 2013 | Voss          | 9e Halfpipe |
| 2017 | Sierra Nevada | 9e Halfpipe |
| 2019 | Park City     | 4e Halfpipe |

### Wereldbeker
Eindklasseringen
| Seizoen   | Algm | HP   |
| --------- | ---- | ---- |
| 2008/2009 | 186e | 42e  |
| 2011/2012 | 152e | 24e  |
| 2012/2013 | 166e | 35e  |
| 2013/2014 | 75e  | 15e  |
| 2014/2015 | 76e  | 10e  |
| 2016/2017 | 77e  | 14e  |
| 2017/2018 | 23e  | 4e   |
| 2018/2019 | 9e   | Goud |
| 2019/2020 | 147e | 26e  |

Wereldbekerzeges
| Datum            | Plaats        | Onderdeel |
| ---------------- | ------------- | --------- |
| 20 december 2018 | Secret Garden | Halfpipe  |